# Jules Richard (fotografo 1816)
Jules Florentin Richard (noto anche come Rishar Khan; 17 ottobre 1816 – Teheran, 20 maggio 1891) è stato un fotografo e traduttore francese.
Insegnò al Dar-ol Fonoun di Teheran e fu il primo fotografo occidentale alla corte di Muhammad Shah Qajar.

## Biografia
Sono giunte poche notizie sulla sua vita. Lasciò Parigi il 18 luglio 1844 e viaggiò attraverso Marsiglia e Istanbul fino ad arrivare dapprima a Tabriz e poi a Teheran nell'ottobre seguente, dove si stabilì presso l'appartamento di Madame Golsāz, una creatrice di fiori artificiali che aveva imparato il mestiere alla corte dello scià, lavorando anche come tutrice degli eredi al trono.
Grazie all'amicizia di Madame Golsāz, Richard riuscì a riprodurre un dagherrotipo (il primo della storia dell'Iran) di un piatto d'argento della famiglia reale. Divenute note le sue qualità, il ministro degli Esteri Mirza Abolhassan Khan Ilchi gli concesse un'udienza con Muhammad Shah Qajar, il quale aveva ricevuto due apparecchiature fotografiche dalla regina Vittoria e dallo zar Nicola I di Russia ma che nessuno era in grado di usare. Richard fu quindi assunto come impiegato del governo, e ricevette 700 toman per tornare in Francia e procurarsi l'attrezzatura necessaria. Tornato in Iran, Richard portò a corte non solo le apparecchiature fotografiche, ma anche della carta per fare i palloncini e alcuni semi di diversi fiori e piante, compresi i pomodori. Lo scià apprezzò così tanto i suoi doni che lo premiò con uno scialle in cashmere.
Durante la sua permanenza a corte, Richard ritrasse lo scià, i principi e l'andaruni quasi quotidianamente. Con la salita al trono di Naser al-Din Shah Qajar, Richard organizzò uno spettacolo di lanterne-aquiloni e palloncini, compresa un'esibizione al palazzo del Golestan di un battello a vapore portato dall'Europa che suscitò l'interesse del gran visir Amir Kabir, desideroso di portare tale tecnologia nel Paese. Tra gli altri incarichi, Richard fu uno dei primi docenti del Dar-ol Fonoun, lavorò al Ministero delle Pubblicazioni e delle Traduzioni e insegnò il francese a corte. Nel 1852 gli fu commissionato un viaggio in Kurdistan per studiare le miniere dell'area, dove fu sorpreso con una ragazza curda vestita da uomo. Il caso destò scalpore: egli dichiarò di averla comprata dalla sua famiglia, mentre la giovane donna dichiarò di essere stata rapita. Per evitare l'espulsione, Richard si convertì all'Islam sciita, adottò il nome di Reza e richiese la cittadinanza iraniana, nonostante il parere contrario di Joseph Arthur de Gobineau.
Richard ricevette il titolo di khan e continuò a essere una figura autorevole nel paese. Si occupò dei presidi britannici durante la cessazione delle relazioni diplomatiche tra Persia e Impero Britannico nel 1856-1857, e fu traduttore e interprete personale dello scià, accompagnandolo alla sua prima visita in Inghilterra nel 1873. Vendette al Victoria and Albert Museum oltre 2 milioni di artefatti persiani, come tappeti, dipinti, manoscritti e ceramiche, al prezzo di 1.778 sterline. Fu anche autore di una traduzione in persiano del secondo volume de Il Memoriale di Sant'Elena di Emmanuel de Las Cases e di una biografia su Napoleone Bonaparte, nonché due libri sulla grammatica francese.
Morì nel 1891 a Teheran e fu sepolto vicino al cimitero Ābanbār-e Qāsem Khan, sulla strada per il santuario di Abd al-Azim al-Hasani.

## Vita privata
Richard si sposò tre volte. La prima moglie fu una donna francese dalla quale non ebbe figli. Dal secondo matrimonio con Latchine Khanum ebbe sei figli, mentre la sua terza moglie fu Ḵoršid Begom. Il suo figlio maggiore fu docente al Dar-ol Fonoun.